# Bristol Prier Monoplane
El Bristol Prier Monoplane fue uno de los primeros aviones británicos producidos en varias versiones monoplaza y biplaza.

## Diseño y desarrollo

### Antecedentes
Los Bristol Prier Monoplane fueron una serie de monoplanos de configuración tractora diseñados para la Bristol and Colonial Aeroplane Company por Pierre Prier, el antiguo piloto jefe de la escuela Blériot en Hendon, que se había unido a Bristol en junio de 1911. En esa época, Bristol carecía de diseñador, ya que George Challenger y Archibald Low habían abandonado la empresa para trabajar en la recién creada división de aeronaves de Vickers.

### Diseño
Como era de esperar, los Bristol Prier Monoplane se parecían al exitoso monoplano Blériot XI, con un fuselaje de madera arriostrado mediante cables y recubierto de tela, y alas de cuerdas paralelas que utilizaban la deformación alar para el control lateral, aunque diferían en detalles. El plano de cola totalmente móvil tenía forma de abanico alargado, montado en una posición media entre los larguerillos superior e inferior, y el tren de aterrizaje tenía un par de ruedas sobre un eje montado sobre un par de patines que se proyectaban hacia delante. Estaba propulsado por un motor rotativo Gnome de 37 kW (50 hp). El primer avión construido (No. 46 de fábrica) estaba destinado a competir en la carrera del Trofeo Gordon Bennett, pero no estuvo listo a tiempo. Se inició la construcción de dos aviones más, los 56 y 57, con un montaje de motor revisado, con la intención de participar en la carrera aérea del Daily Mail Circuit of Britain.
Se inició entonces el desarrollo de una versión biplaza, siendo el No. 58. En octubre de 1911 se había probado exhaustivamente y los directores de Bristol decidieron que el modelo era adecuado para la producción en serie. Se iniciaron seis fuselajes (No. 71-76), el primero de los cuales fue cuidadosamente preparado, con la capota de aluminio pulida, un asiento tapizado en piel de cerdo y espacio para guardar binoculares y un termo, para su exhibición en el Salón Aeronáutico de París de 1911, donde fue el único avión británico en exhibición. Al mismo tiempo, dos de los prototipos de avión (No. 46 y 57) fueron adaptados para llevar un motor Anzani de 26 kW (35 hp), con la intención de desarrollar un avión deportivo de baja potencia. En París se le unió el No. 74, donde fue utilizado para realizar vuelos de demostración sobre París durante el Salón Aeronáutico.
El No. 72 fue enviado a Madrid para realizar vuelos de demostración pilotados por Howard Pixton, y cuando éstos se completaron, Pixton fue enviado a Alemania, donde voló el No. 74 en Döberitz para demostrar sus capacidades al Ejército alemán. Como resultado de esto, Bristol fundó una filial alemana, la Deutsche Bristolwerke Flugzeuggesellschaft mbH (rebautizada Halberstädter Flugzeugwerke en 1913), y una escuela de vuelo asociada en Halberstadt, a la que se asignó el No. 74.
Los Prier Monoplane se utilizaron principalmente para entrenamiento y competiciones, y algunos fueron comprados para su uso militar. Dos de los biplaza fueron vendidos y entregados al Gobierno turco. Uno de los biplaza fue vendido al Gobierno búlgaro y entregado el 16 de septiembre de 1912. Voló durante la Guerra de los Balcanes y una vez transportó a Hubert Wilkins, que estaba tomando películas para un periódico de Londres.

## Variantes
P-1
Avión prototipo. Números de construcción 46, 56, 57.
Single-seat  "School"
Motor Clement-Bayard de 30 kW (40 hp) o Isaacson de 30 kW (40 hp).
Two-seat short body
Envergadura 10 m. Propulsado por un Gnome de 37 kW (50 hp). Números de construcción 68, 81, 95-98, 102.
Two-seat long body
Envergadura 10 m, longitud 7,9 m. Propulsado por un Gnome de 52 kW (70 hp). Números de construcción 82, 85-89, 91, 130, 155, 156.
Two-seat side-by-side
Envergadura 10,48 m, longitud 7,9 m. Propulsado por un Gnome de 56 kW (75 hp). Números de construcción 107-109.

## Operadores
Bulgaria
- Fuerza Aérea de Bulgaria

 Reino Unido
- Real Cuerpo Aéreo

 Turquía
- Fuerza Aérea Otomana

## Especificaciones (P-1)

### Características generales
- Tripulación: Uno (piloto)
- Longitud: 7,5 m (24,5 ft)
- Envergadura: 9,2 m (30,2 ft)
- Altura: 3 m (9,7 ft)
- Superficie alar: 15,4 m² (165,8 ft²)
- Peso vacío: 290 kg (639,2 lb)
- Peso cargado: 372 kg (819,9 lb)
- Planta motriz: 1× motor radial de 7 cilindros refrigerado por aire Gnome Omega.
  - Potencia: 37 kW (51 HP; 50 CV)
- Hélices: Bipala de paso fijo

### Rendimiento
- Velocidad máxima operativa (Vno): 109 km/h (68 MPH; 59 kt)